# محمد عرفان (لاعب كريكت)
محمد عرفان (31 أكتوبر 1989 بلاهور في باكستان - ) هو لاعب كريكت باكستاني.

## وصلات خارجية
- محمد عرفان (لاعب كريكت) على موقع إي آس بي آن كريك إنفو (الإنجليزية)